# Bahnhof Sachsenheim
Der Bahnhof Sachsenheim, bis 31. Mai 1975 Großsachsenheim, liegt an Streckenkilometer 30,145 der Württembergischen Westbahn. Er wird von Metropolexpress-Zügen bedient.

## Geschichte

### Planung und Bau
Als die Ingenieure Charles Vignoles und Karl Etzel sich mit dem Verlauf der künftigen Eisenbahn von Stuttgart zur badischen Grenze befassten, blieb Großsachsenheim vorerst unberücksichtigt. Als problematisch galt die Überquerung der Enz. Vignoles schlug vor, sie bei der Bissinger Sägmühle zu überbrücken, um Richtung Kleinglattbach zu gelangen. Etzel brachte hingegen im Juli 1845 die Idee ein, die Westbahn erst in Bietigheim von der Nordbahn abzweigen zu lassen. Er plante einen Viadukt an der schmalsten Stelle des Enztals, über das die Bahnstrecke den Bergrücken oberhalb der Metter erreichte. Damit profitierten auch die Stadt Großsachsenheim und die Dörfer Kleinsachsenheim und Metterzimmern von der Eisenbahn.
Über die Bauarbeiten für das neue Verkehrsmittel äußerte sich das Schultheißenamt alsbald negativ, da der Transport der Baumaterialien die Straßen stark beschädigte. Die Kosten zur Wiederherstellung belasteten die Stadtkasse.

### Staatsbahnzeit
Am 1. Oktober 1853 eröffneten die Königlich Württembergischen Staats-Eisenbahnen die Strecke Bietigheim–Bruchsal und den Haltepunkt Großsachsenheim, der in unmittelbarer Nähe der Stadt lag. Eine Besonderheit am württembergischen Teil der Westbahn, die nur hier und in Illingen vorkam. Die anderen Stationen lagen meist Kilometer von den Siedlungen entfernt. Das zweistöckige Empfangsgebäude aus Sandstein ist erhalten geblieben. Zwischen 1859 und 1862 erhielt die Westbahn von Bietigheim bis Mühlacker ein zweites Streckengleis.
Aus unbekannter Ursache entgleiste am 27. Februar 1893 der Orient-Express, nachdem er den Bahnhof Großsachsenheim Richtung Stuttgart durcheilt hatte. Die Lokomotive und der Gepäckwagen kippten um. Der Lokomotivführer erlitt dabei leichte Verletzungen. Viele Schaulustige kamen zur Unfallstelle. Für die gerade einmal 13 Reisenden stand ein unfreiwilliger Aufenthalt in Großsachsenheim an. Nach eineinhalb Stunden konnten sie mit einem Ersatzzug ihre Reise fortsetzen. Der Streckenabschnitt Bietigheim–Großsachsenheim blieb für zwölf Stunden voll gesperrt.

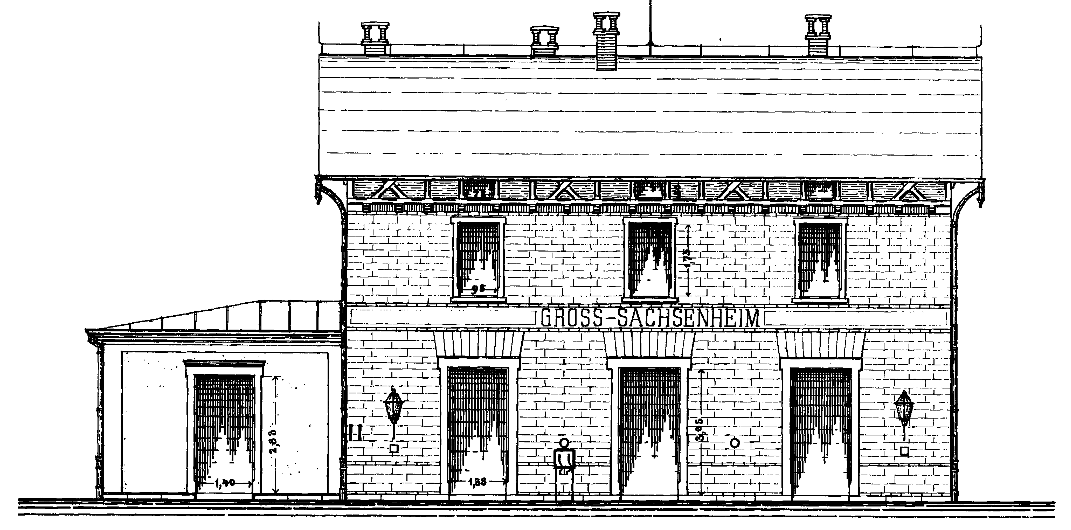
Gleisseite des Bahnhofs Großsachsenheim mit Anbau (1896)

Als Vergrößerungsmaßnahme erhielt das Empfangsgebäude in den 1890er Jahren einen einstöckigen Anbau auf der westlichen Seite. Dort befand sich die Fahrkartenausgabe.
Am 14. November 1914 vollendete die Staatsbahn einen weiteren Umbau. Der Bahnhof erhielt einen großen Mittelbahnsteig sowie ein drittes Gleis. Westlich des Empfangsgebäudes entstand ein einstöckiges Nebengebäude. Zwischen diesem und dem Empfangsgebäude wurde der Zugang zur Bahnsteigunterführung angelegt. Im Gegensatz zu den damals eher üblichen Dachkonstruktionen aus Stahl verbaute man in Großsachsenheim nahezu ausschließlich Holz, gut zu erkennen am aufwändigen Fachwerkgebälk beim Dach des Mittelbahnsteigs. 1918 verlegte die Staatsbahn ein viertes Gleis für durchfahrende Züge.

### Reichsbahnzeit
Die große Industrieansiedlung hielt sich in Grenzen. Die Stadt versuchte, das Gebiet östlich des Bahnhofs zu veräußern. Dort stand bis zu einem Brand eine Zigarrenfabrik. 1935 erwarben Gottlob Spiess und Friedrich Kienle das Gelände und gründeten ein Stanzwerk, das einen Gleisanschluss erhielt.
Während des Zweiten Weltkrieges lag südöstlich der Stadt, an der Landstraße nach Oberriexingen, ein Fliegerhorst. Für die Versorgung mit Material, Fahrzeugen und Personal nutzte die Wehrmacht den Bahnhof.

### Bundesbahnzeit
Am 6. Oktober 1951 nahm die Deutsche Bundesbahn den elektrischen Zugbetrieb auf dem Streckenabschnitt Bietigheim–Mühlacker auf und integrierte diesen in den Stuttgarter Vorortverkehr.
Im Zuge der Verwaltungsreform stimmte die Gemeinde Kleinsachsenheim einer Eingemeindung am 1. Dezember 1971 nach Großsachsenheim zu. Aus diesem Grund benannte sich die Stadt bereits am 24. November 1971 in Sachsenheim um. Die Bundesbahn führte den Bahnhof weiter unter dem alten Namen, bis auch sie die Bezeichnung zum 1. Juni 1975 in Sachsenheim änderte.

## Betrieb
Auf Gleis 1, am ehemaligen Hausbahnsteig, halten keine Züge mehr. Das Gleis wird ausschließlich von Güterzügen Richtung Bietigheim genutzt. Auf Gleis 2 halten die Züge Richtung Bietigheim, auf Gleis 3 die Richtung Vaihingen (Enz). Das bahnsteiglose Gleis 4 steht durchfahrenden Zügen Richtung Vaihingen (Enz) zur Verfügung.
Der Bahnhof Sachsenheim gehört bei der Deutschen Bahn AG der Preisklasse 5 an.

### Regionalverkehr
| Linie   | Strecke | Taktfrequenz                                                         |
| ------- | --- | -------------------------------------------------------------------- |
| MEX 17a | Stuttgart – Ludwigsburg – Bietigheim-Bissingen – Sachsenheim – Vaihingen (Enz) – Mühlacker – Pforzheim (– Karlsruhe/Bad Wildbad) | Stundentakt (Bietigheim – Pforzheim im Halbstundentakt)              |
| MEX 17c | Stuttgart – Ludwigsburg – Bietigheim-Bissingen – Sachsenheim – Vaihingen (Enz) – Mühlacker – Bretten – Bruchsal                  | Stundentakt (zwischen Stuttgart und Mühlacker gemeinsam mit MEX 17a) |

(Stand 2023)